# Limnophora cheesmani
Limnophora cheesmani är en tvåvingeart som beskrevs av Shinonaga 2005. Limnophora cheesmani ingår i släktet Limnophora och familjen husflugor. Inga underarter finns listade i Catalogue of Life.